# Sint-Franciscus van Saleskerk (Duffel)

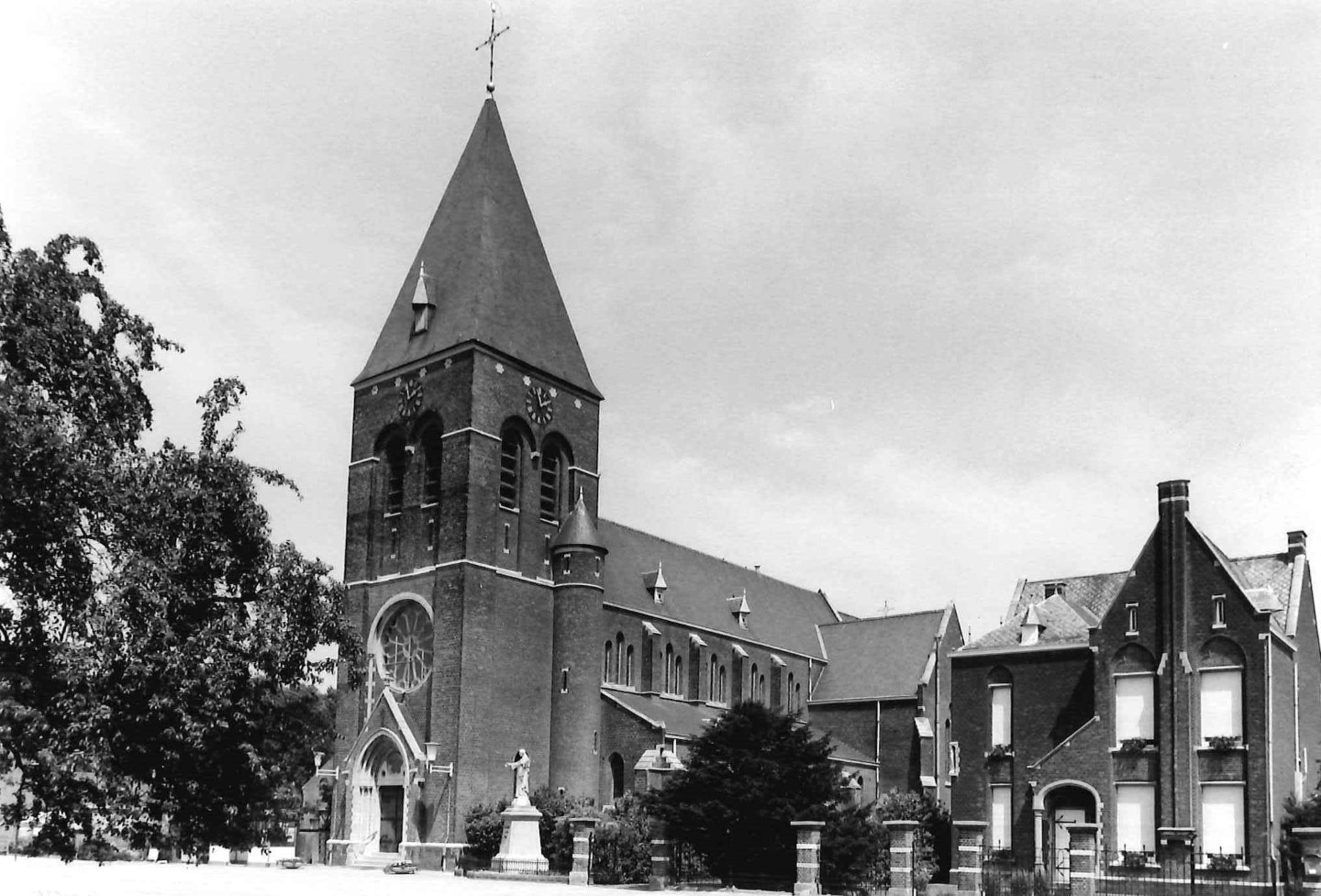
Sint-Franciscus van Saleskerk

De Sint-Franciscus van Saleskerk is de parochiekerk van de tot de Antwerpse gemeente Duffel behorende plaats Mijlstraat, gelegen aan de Mijlstraat.

## Geschiedenis
Vanouds kerkten de bewoners van het gehucht Mijlstraat in de Onze-Lieve-Vrouw van Goede Wilkerk, maar al in 1892 kregen ze voorlopige toestemming om een eigen parochie te stichten. Nadat in 1893 een voorlopig kerkgebouw gereed kwam, werd de parochie in 1894 definitief. Van 1902-1904 werd een grotere kerk gebouwd in neogotische stijl naar ontwerp van Edward Careels en werd de voorlopige kerk gesloopt.

## Gebouw
Het betreft een georiënteerde bakstenen kruisbasiliek met voorgebouwde toren. Deze drie geledingen tellende toren heeft een tentdak en wordt geflankeerd door een rond traptorentje.
Het kerkmeubilair is overwegend neogotisch.